# Johann Wadephul
Johann David Wadephul (ur. 10 lutego 1963 w Husum) – niemiecki polityk i prawnik, działacz Unii Chrześcijańsko-Demokratycznej (CDU), deputowany do Bundestagu, od 2025 minister spraw zagranicznych w rządzie Friedricha Merza. 

## Życiorys
W 1981 ukończył szkołę średnią w MGW w Meldorfie. W latach 1982–1986 służył jako żołnierz zawodowy Bundeswehry. W latach 1986–1991 studiował prawo na Uniwersytecie Christiana Albrechta w Kilonii. W 1991 i 1995 zdał państwowe egzaminy prawnicze I i II stopnia. Doktoryzował się w 1996 w zakresie nauk prawnych. W drugiej połowie lat 90. pracował w kancelarii prawnej w Lubece. W 2001 podjął praktykę adwokacką w ramach własnej kancelarii, specjalizował się w prawie medycznym i socjalnym. Członek Europa-Union Deutschland i Niemieckiego Czerwonego Krzyża.
W 1982 wstąpił do CDU i do Junge Union. W latach 1992–1996 pełnił funkcję przewodniczącego partyjnej młodzieżówki w Szlezwiku-Holsztynie. Później był sekretarzem generalnym CDU w tym landzie (1997–2000) i jej przewodniczącym (2000–2002). W latach 2000–2009 sprawował mandat posła do landtagu, od 2005 kierował frakcją chadeków w tym gremium. W 2006 stanął na czele struktur CDU w powiecie Rendsburg-Eckernförde. W latach 2010–2020 był członkiem federalnego zarządu partii.
W 2009 po raz pierwszy uzyskał mandat deputowanego do Bundestagu. Z powodzeniem ubiegał się o poselską reelekcję w wyborach parlamentarnych w 2013, 2017, 2021 i 2025. Był m.in. wiceprzewodniczącym frakcji CDU/CSU ds. spraw zagranicznych i obrony. Przewodniczył grupie deputowanych CDU ze swojego landu.
W maju 2025 objął stanowisko ministra spraw zagranicznych w nowo powołanym rządzie Friedricha Merza.

## Życie prywatne
Żonaty, ma troje dzieci. Jest ewangelikiem.